# Wayne County (Illinois)
Wayne County is een county in de Amerikaanse staat Illinois.
De county heeft een landoppervlakte van 1.849 km² en telt 17.151 inwoners (volkstelling 2000). De hoofdplaats is Fairfield.